# Okręgowe ligi polskie w piłce nożnej (1926)

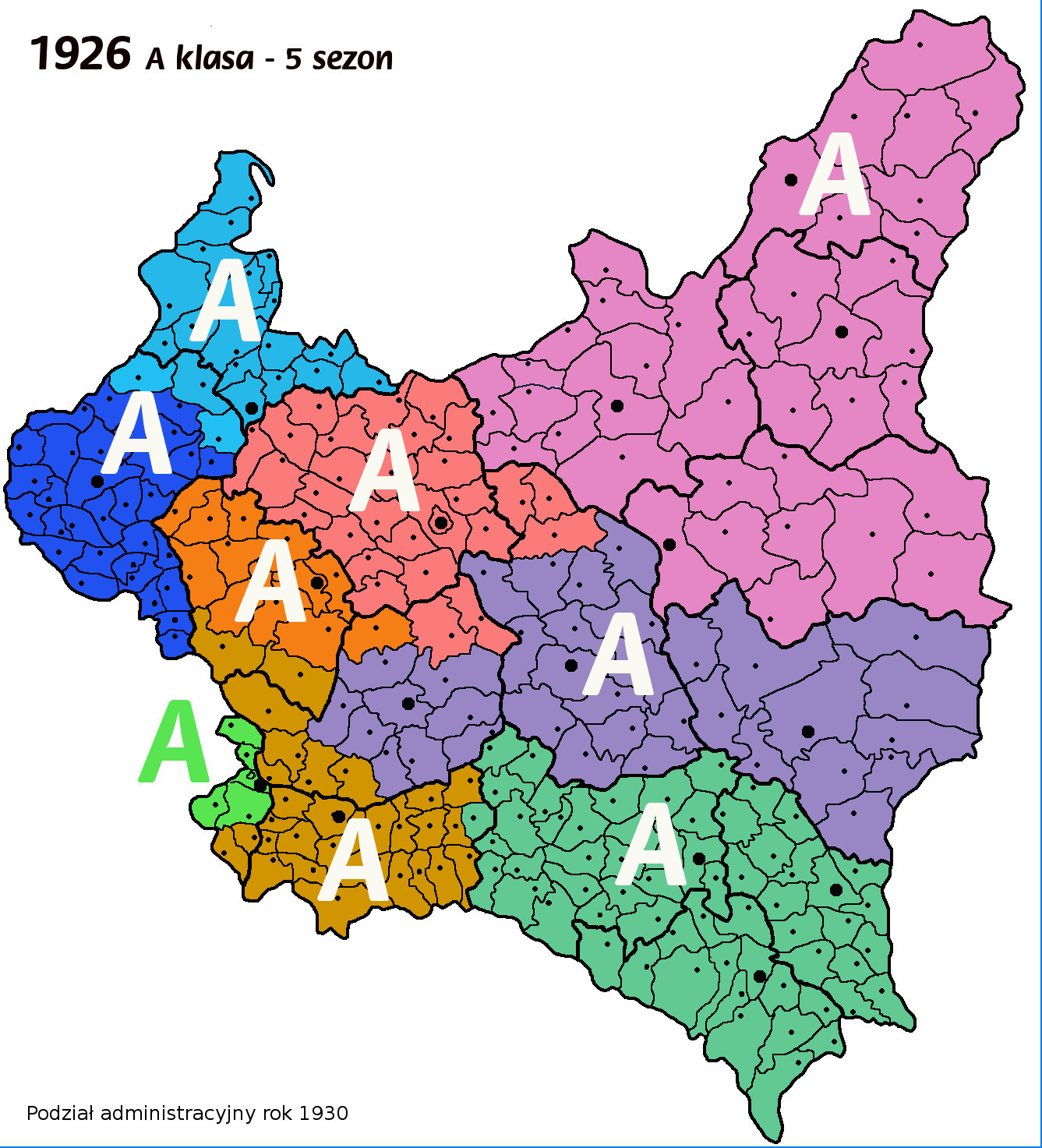
1926 rok A klasa

Okręgowe rozgrywki w piłce nożnej w sezonie 1926 odbywały się w 9 okręgach, a ich najwyższym poziomem była klasa A.

Mistrzowie okręgów uzyskali awans do turnieju w walce o tytuł Mistrza Polski.

W roku 1927 powstała Liga, do której zostały zaproszone czołowe polskie drużyny.
| Poziomy rozgrywkowe w sezonie 1926 | Poziomy rozgrywkowe w sezonie 1926 | Poziomy rozgrywkowe w sezonie 1926 |
| Rozgrywki                          | P                                  | Nazwa                              |
| ---------------------------------- | ---------------------------------- | ---------------------------------- |
| Centralne                          | I                                  | Mistrzostwa Polski                 |
| Okręgowe (9 okręgów)               | II                                 | A Klasa                            |
| Okręgowe (9 okręgów)               | III                                | B klasa                            |
| Okręgowe (9 okręgów)               | IV                                 | C klasa                            |

## Rozgrywki okręgowe
| Kluby tworzące Ligę w 1927 roku |

### Mistrzostwa Klasy A Górnośląskiego OZPN
- mistrz: Ruch Wielkie Hajduki

| Poz. | Drużyna                | M  | Z    | R    | P    | Bramki | Punkty |
| ---- | ---------------------- | -- | ---- | ---- | ---- | ------ | ------ |
| 1    | Ruch Wielkie Hajduki   | 12 | b.d. | b.d. | b.d. | b.d.   | 19     |
| 2    | 1. FC Katowice         | 12 | b.d. | b.d. | b.d. | b.d.   | 18     |
| 3    | AKS Chorzów            | 12 | b.d. | b.d. | b.d. | b.d.   | 14     |
| 4    | Naprzód Lipiny         | 12 | b.d. | b.d. | b.d. | b.d.   | 12     |
| 5    | 06 Załęże Katowice (b) | 12 | b.d. | b.d. | b.d. | b.d.   | 9      |
| 6    | Pogoń Katowice         | 12 | b.d. | b.d. | b.d. | b.d.   | 7      |
| 7    | Iskra Siemianowice     | 12 | b.d. | b.d. | b.d. | b.d.   | 5      |

- Nikt nie spadł, z klasy B awansowały: Dąb Katowice, Diana Katowice, KS Tarnowskie Góry, Zjednoczeni Chorzów, KPW/KKS Katowice, KS 07 Siemianowice.

### Mistrzostwa Klasy A Krakowskiego OZPN
- mistrz: Cracovia

| Poz. | Drużyna           | M  | Z  | R | P | Bramki | Punkty |
| ---- | ----------------- | -- | -- | - | - | ------ | ------ |
| 1    | Cracovia          | 10 | 10 | 0 | 0 | 46-11  | 20     |
| 2    | Wisła Kraków      | 10 | 8  | 0 | 2 | 30-12  | 16     |
| 3    | Wawel Kraków      | 10 | 4  | 0 | 6 | 14-24  | 8      |
| 4    | BBSV Bielsko      | 10 | 3  | 1 | 6 | 12-19  | 7      |
| 5    | Jutrzenka Kraków  | 10 | 2  | 2 | 6 | 7-21   | 6      |
| 6    | Makabi Kraków (b) | 10 | 1  | 1 | 8 | 14-36  | 3      |

- Nikt nie spadł, awansowały: Tarnovia Tarnów, Zwierzyniecki Kraków, Biała Lipnik.

### Mistrzostwa Klasy A Lubelskiego OZPN
- mistrz: KS Lublinianka

| Poz. | Drużyna                   | M  | Z    | R    | P    | Bramki | Punkty |
| ---- | ------------------------- | -- | ---- | ---- | ---- | ------ | ------ |
| 1    | Lublinianka Lublin        | 10 | b.d. | b.d. | b.d. | b.d.   | 18     |
| 2    | WKS Hallerczyki Równe (b) | 10 | b.d. | b.d. | b.d. | b.d.   | 15     |
| 3    | WKS Lublin                | 10 | b.d. | b.d. | b.d. | b.d.   | 11     |
| 4    | WKS Kowel                 | 10 | b.d. | b.d. | b.d. | b.d.   | 7      |
| 5    | AZS Lublin (b)            | 10 | b.d. | b.d. | b.d. | b.d.   | 7      |
| 6    | WKS Zamość                | 10 | b.d. | b.d. | b.d. | b.d.   | 4      |

- W związku z poszerzeniem klasy A do 7 zespołów nikt nie spadł, z klasy B awansował Sokół Równe.

### Mistrzostwa Klasy A Lwowskiego OZPN
- mistrz: Pogoń Lwów[1]

| Poz. | Drużyna          | M  | Z    | R    | P    | Bramki | Punkty |
| ---- | ---------------- | -- | ---- | ---- | ---- | ------ | ------ |
| 1    | Pogoń Lwów       | 10 | b.d. | b.d. | b.d. | 37-16  | 17     |
| 2    | Czarni Lwów      | 10 | b.d. | b.d. | b.d. | 23-12  | 13     |
| 3    | Hasmonea Lwów    | 10 | b.d. | b.d. | b.d. | 20-22  | 9      |
| 4    | Lechia Lwów      | 10 | b.d. | b.d. | b.d. | 19-33  | 9      |
| 5    | Polonia Przemyśl | 10 | b.d. | b.d. | b.d. | 19-24  | 8      |
| 6    | Sparta Lwów (b)  | 10 | b.d. | b.d. | b.d. | 8-29   | 4      |

- Do klasy B spadła Sparta Lwów, awansowały: Janina Złoczów, AZS Lwów, Pogoń Stryj.
- W następnym sezonie Polonia Przemyśl wycofała się z rozgrywek A klasy, jej miejsce zajął WKS 6 Pułk lot. Lwów

### Mistrzostwa Klasy A Łódzkiego OZPN
- mistrz: Klub Turystów Łódź

| Poz. | Drużyna            | M  | Z    | R    | P    | Bramki | Punkty |
| ---- | ------------------ | -- | ---- | ---- | ---- | ------ | ------ |
| 1    | Klub Turystów Łódź | 10 | b.d. | b.d. | b.d. | 37-8   | 16     |
| 2    | ŁKS Łódź           | 10 | b.d. | b.d. | b.d. | 39-10  | 15     |
| 3    | ŁTSG Łódź          | 10 | b.d. | b.d. | b.d. | 26-29  | 9      |
| 4    | Widzew Łódź (b)    | 10 | b.d. | b.d. | b.d. | 17-25  | 9      |
| 5    | Union Łódź         | 10 | b.d. | b.d. | b.d. | 10-31  | 8      |
| 6    | ŁTG Siła Łódź      | 10 | b.d. | b.d. | b.d. | 8-34   | 3      |

- Nikt nie spadł, z klasy B awansował PTC Pabianice, Hakoah Łódź, GMS Łódź, Sokół Zgierz, ŁKS II Łódź, Klub Turystów II Łódź.

### Mistrzostwa Klasy A Pomorskiego OZPN
- mistrz: TKS Toruń

| Poz. | Drużyna           | M | Z    | R    | P    | Bramki | Punkty |
| ---- | ----------------- | - | ---- | ---- | ---- | ------ | ------ |
| 1    | TKS Toruń         | 8 | b.d. | b.d. | b.d. | 54-7   | 16     |
| 2    | Bałtyk Toruń (b)  | 7 | b.d. | b.d. | b.d. | 10-22  | 6      |
| 3    | Polonia Bydgoszcz | 7 | b.d. | b.d. | b.d. | 15-24  | 5      |
| 4    | Gryf Toruń        | 7 | b.d. | b.d. | b.d. | 13-30  | 5      |
| 5    | Olimpia Grudziądz | 7 | b.d. | b.d. | b.d. | 12-20  | 4      |

- TKS Toruń został zaproszony do Ligi, z klasy B awansował Zuch Toruń
- Tabela sporządzona na podstawie materiału źródłowego[2]

### Mistrzostwa Klasy A Poznańskiego OZPN
- mistrz: Warta Poznań

| Poz. | Drużyna                   | M  | Z    | R    | P    | Bramki | Punkty |
| ---- | ------------------------- | -- | ---- | ---- | ---- | ------ | ------ |
| 1    | Warta Poznań              | 10 | b.d. | b.d. | b.d. | 51-9   | 16     |
| 2    | Unia Poznań               | 10 | b.d. | b.d. | b.d. | 23-15  | 14     |
| 3    | Pogoń Poznań              | 10 | b.d. | b.d. | b.d. | 25-16  | 13     |
| 4    | Posnania Poznań           | 10 | b.d. | b.d. | b.d. | 24-27  | 10     |
| 5    | Ostrovia Ostrów Wlkp. (b) | 10 | b.d. | b.d. | b.d. | 14-18  | 7      |
| 6    | Polonia Poznań            | 10 | b.d. | b.d. | b.d. | 4-56   | 0      |

- Spadła Polonia Poznań, z klasy B awansowała Legia Poznań.

### Mistrzostwa Klasy A Warszawskiego OZPN
- mistrz: Polonia Warszawa

| Poz.  | Drużyna             | M     | Z | R | P | Bramki  | Pkt. | Inne      |
| ----- | ------------------- | ----- | - | - | - | ------- | ---- | --------- |
| 1     | Polonia Warszawa    | 10    | 8 | 1 | 1 | 46:17   | 17   | Liga 1927 |
| 2     | Warszawianka        | 10    | 8 | 1 | 1 | 35:16   | 17   | Liga 1927 |
| 5     | WKS Legia Warszawa  | 10    | 5 | 2 | 3 | 23:26   | 12   | Liga 1927 |
| 4     | Varsovia Warszawa   | 10    | 3 | 3 | 4 | 28:23   | 9    | Klasa A   |
| 5     | Korona Warszawa (b) | 10    | 2 | 0 | 8 | 21:37   | 4    | Klasa A   |
| 6     | Czarni Radom        | 10    | 0 | 1 | 9 | 14:48   | 1    | Klasa A   |
| Razem | Razem               | Razem |   |   |   | 167:167 |      |           |

| Mecze            | POL | WAR | LEG | VAR | KOR | CZA |
| ---------------- | --- | --- | --- | --- | --- | --- |
| POL              | X   | 2:3 | 6:1 | 5:1 | 6:0 | 3:1 |
| WAR              | 4:6 | X   | 3:0 | 1:0 | 3:2 | 6:2 |
| LEG              | 2:3 | 3:3 | X   | 2:1 | 2:1 | 4:3 |
| VAR              | 3:3 | 1:2 | 4:4 | X   | 3:2 | 1:1 |
| KOR              | 1:6 | 0:7 | 0:2 | 1:6 | X   | 9:0 |
| CZA              | 1:6 | 0:3 | 2:3 | 2:8 | 2:5 | X   |
| I seria II seria |     |     |     |     |     |     |

- Na skutek powiększenia A klasy do 10 zespołów oraz utworzenia podokręgu radomskiego Czrani utrzymały się w klasie A..
- Dodatkowy mecz o 1m-ce: Warszawianka: Polonia 5:5,
Przy remisie drugi mecz Warszawianka: Polonia 0:1.
- Polonia wystąpiła w MP 1926
- Po rozłamie w polskiej piłce trzy pierwsze kluby WOPZN klasy A zostały włączone do nowo utworzonej Ligi.
- Z klasy B awansowały: Skra Warszawa, Ruch Warszawa, RKS Radom, Orkan Warszawa, Makabi Warszawa.

### Mistrzostwa Klasy A Wileńskiego OZPN
- mistrz: WKS 1PP Wilno

| Poz. | Drużyna                | M  | Z | R | P | Bramki | Pkt. | Korekty    |
| ---- | ---------------------- | -- | - | - | - | ------ | ---- | ---------- |
| 1    | WKS 1PP Wilno          | 10 | – | – | – | b.d.   | 14   | 13 (1m-ce) |
| 2    | Wilja Wilno            | 10 | – | – | – | b.d.   | 13   | 6(6m-ce)   |
| 3    | WKS Pogoń Wilno        | 10 | – | – | – | b.d.   | 11   | 12(2m-ce)  |
| 4    | WKS 42PP Białystok (b) | 10 | – | – | – | b.d.   | 10   | 10(3m-ce)  |
| 5    | Cresovia Grodno (b)    | 10 | – | – | – | b.d.   | 6    | 9(5m-ce)   |
| 6    | Makabi Wilno (b)       | 10 | – | – | – | b.d.   | 5    | 10(4m-ce)  |

- Wileńska klasa A wzbogacona drużynami z Białegostoku i Grodna zakończyła swoje rozgrywki w dość spektakularny sposób. Mianowicie po zakończonym sezonie przy „zielonym” stoliku zmieniono wyniki poszczególnych meczów przyznając walkowery w rezultacie czego z ligi miała spaść Wilja Wilno. Wobec całego incydentu WKS 42 PP Białystok zdecydowała się opuścić Wileński OZPN i w przyszłym roku zgłosić do Warszawskiego OZPN.[3]
- W nawiasach podano miejsca zajmowane przez klub po zmianach jakie po sezonie dokonał Wileński Okręgowy Związek Piłki Nożnej.